# Adolfo López Mateos (Morelos)
Adolfo López Mateos, también llamada Colonia Ángel Bocanegra, es una localidad del estado mexicano de Morelos. Es parte del municipio de Tepoztlán.

## Toponimia
El nombre de la localidad rinde homenaje a Adolfo López Mateos, presidente de México de 1958 a 1964.

## Demografía
| Gráfica de evolución demográfica |
|                                  |

| Censo | Población |
| ----- | --------- |
| 1950  | 125       |
| 1960  | 228       |
| 1970  | 372       |
| 1980  | 620       |
| 1990  | 611       |
| 2000  | 842       |
| 2010  | 1235      |
| 2020  | 1279      |